# Heppignies
Heppignies (en wallon Epniye) est une section et un village de la ville belge de Fleurus situés en Région wallonne dans la province de Hainaut, au nord de la ville de Charleroi. C'était une commune à part entière avant la fusion des communes de 1977.

## Géographie

### Hydrographie
Heppignies est traversé par un petit ruisseau, le Tintia, qui est un affluent du Piéton. Il fait partie du bassin de la Meuse.

## Évolution démographique
- Sources : INS, Rem. : 1831 jusqu'en 1970 = recensements, 1976 = nombre d'habitants au 31 décembre.

## Patrimoine et culture

### Patrimoine architectural
- Eglise Saint-Barthélemy, édifice remontant au XIIe siècle ou au XIIIe siècle, mais reconstruit plusieurs fois jusqu'au début du XXe siècle[2].
- Ferme Sainte-Gertrude, rue Oleffe (XVIIe siècle)[3].
- Chapelle Notre-Dame des Affligés, datée de 1753 et restaurée en 1936[4], elle se trouve rue Trou à la Vigne.
- Maison d'origine médiévale rare vestige d'un château de la place située rue du Bas[5].
- Château d'eau en briques rouge situé à la rue du Muturnia.

### Culture

#### Ducasse
Heppignies est connu pour sa ducasse qui se tient chaque année, le troisième week-end du mois d'août (du vendredi au mardi).

## Économie
Heppignies possède un zoning industriel.